# Беринєк
Беринєк (словен. Berinjek) — поселення в общині Літія, Осреднєсловенський регіон, Словенія. Висота над рівнем моря: 742,8 м.